# Penrose
Penrose – jednostka osadnicza w Stanach Zjednoczonych, w stanie Kolorado, w hrabstwie Fremont.